# Максименко, Максим Александрович
Макси́м Алекса́ндрович Макси́менко (укр. Максим Олександрович Максименко; 28 мая 1990, Краматорск, Донецкая область, Украинская ССР, СССР) — украинский футболист, защитник клуба «ДФК Дайнава».

## Игровая карьера
Воспитанник СДЮШОР «Шахтёр» (Донецк). Профессиональную карьеру начал в 2007 году в составе «Шахтёра-3». Летом 2009 года играл в «Крымтеплице» на правах аренды.
В 2010 году перешёл в молдавский клуб «Тирасполь». В составе команды становился обладателем Кубка Молдавии и бронзовым призёром чемпионата Молдавии. Летом 2013 года вернулся в Украину, где играл за алчевскую «Сталь». После того, как «Сталь» прекратила выступления в чемпионате Украины, перешёл в латвийский «Спартак». Принял участие в матчах квалификации Лиги Европы против клубов «Будучност» (3:1, 0:0) и «Воеводина» (0:3, 1:1).
В 2016 году подписал контракт с черниговской «Десной», в составе которой провёл полтора сезона, выиграв серебряные медали Первой лиги. В июле 2017 года перешёл в клуб «Колос» (Ковалёвка).

## Карьера в сборной
В течение 2005—2009 годов играл в составе юношеских сборных Украины разных возрастных категорий.

## Достижения
«Тирасполь»
- Бронзовый призёр чемпионата Молдавии: 2012/13
- Обладатель Кубка Молдавии: 2012/13

«Сталь» Алчевск
- Бронзовый призёр Первой лиги: 2013/2014

«Десна»
- Серебряный призёр Первой лиги: 2016/17